# Сан-Педру (Вила-ду-Порту)
Сан-Пе́дру (порт. São Pedro) — населённый пункт и район в Португалии, входит в округ Азорские острова. Расположен на острове Санта-Мария, занимает площадь 18,49 км². Является составной частью муниципалитета Вила-ду-Порту. На 2001 год население составляло 841 человек.